# Galaksija v Trikotniku
Galaksija v Trikotniku (znana tudi kot Messier 33, M33 ali NGC 598) je tretja največja spiralna galaksija v Krajevni skupini. Leži na razdaji 2,59 milijonov svetlobnih let v smeri ozvezdja Trikotnik. Trikotnik je po masi 3 do 5 krat manjša od naše Galaksije. Galaksija nima prečke.